# Pedro Domingos

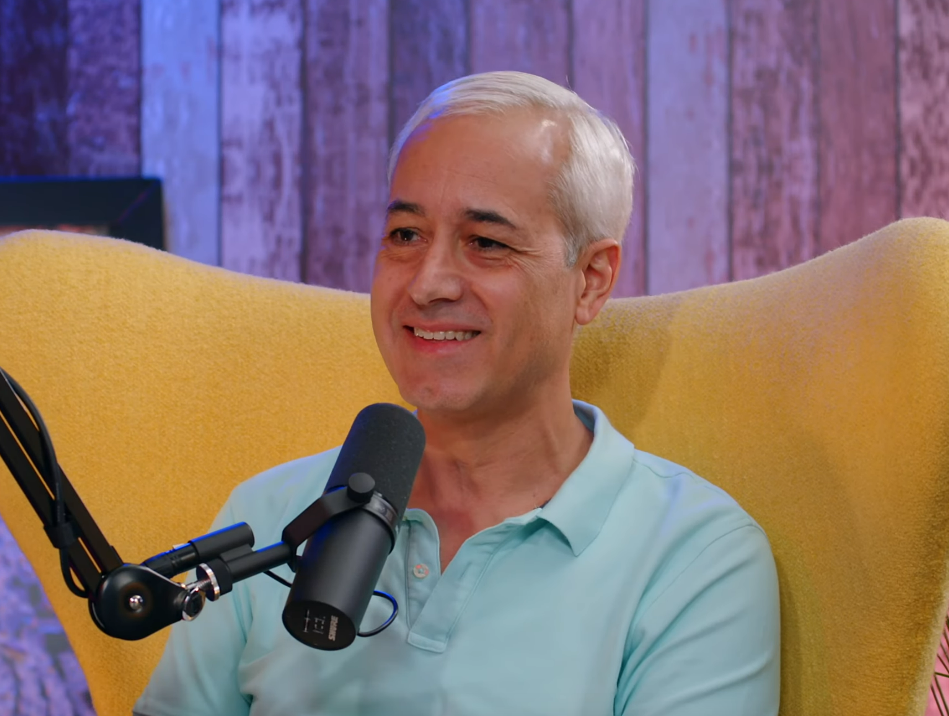
Pedro Domingos (2023)

Pedro Domingos (Lissabon, 2 augustus 1963) is een Portugees computerwetenschapper en professor. Hij wordt gezien als expert in kunstmatige intelligentie.

## Biografie
Pedro Domingos studeerde elektrotechnieken en computerwetenschappen aan het "Instituto Superior Técnico" te Lissabon. Aan de Universiteit van Californië - Irvine doctoreerde hij in de informatie en computerwetenschappen. Hij werkt als onderzoeker en professor aan de Universiteit van Washington sinds 1999.

## Erkentelijkheden
- 2014 - ACM SIGKDD Innovation Award
- 2010 - verkozen als lid van de Association for the Advancement of Artificial Intelligence[1]